# Lompolo (Hietaniemi socken, Norrbotten)
Lompolo är en sjö i Övertorneå kommun i Norrbotten och ingår i Torneälvens huvudavrinningsområde.